# Turné
Turné è un film italiano del 1990 diretto da Gabriele Salvatores.
Si tratta del secondo capitolo della cosiddetta Trilogia della fuga del regista napoletano.
Il film venne presentato nella sezione Un Certain Regard al 43º Festival di Cannes.

## Trama
Dario e Federico sono amici di lunga data, entrambi attori di teatro. Il primo estroverso, l'altro facilmente deprimibile, che non riesce a riprendersi dalla fine della sua storia amorosa con Vittoria, speaker radiofonica. Federico rischia di perdere il proprio lavoro, ma Dario tenta di trarlo in salvo. Si recano insieme in tournée, un viaggio per l'Italia con Il giardino dei ciliegi di Čechov, ma Dario spera in una scrittura da parte di un produttore statunitense per girare un film. Grazie all'amico Dario, Federico riuscirà a risollevarsi e a ottenere buone critiche per la sua interpretazione in teatro.
Il problema che tormenta Dario dall'inizio del viaggio è che lui è l'uomo per il quale Vittoria ha lasciato Federico: Vittoria vorrebbe che fosse Dario a confessarlo, ma a Dario manca il coraggio. Dopo aver scoperto il legame di Dario con Vittoria in modo casuale, la situazione di Federico collasserà nuovamente. Vittoria si unisce al viaggio, nel tentativo di far proseguire l'attività teatrale. Federico riesce a ottenere la parte nel film tanto ambita da Dario: con la situazione ormai degenerata, i tre rischiano la morte durante un movimentato litigio in auto. Vittoria, stanca della situazione, decide di tornarsene a casa.
I due amici si ritrovano in viaggio senza parlarsi, irrigiditi dagli avvenimenti che li hanno travolti nelle ultime ore. Durante una sosta obbligata, spinti dal senso dell'amicizia, i due tornano a parlarsi, scoprendo che Federico ha rinunciato alla parte del film per il bene dell'amico.

## Produzione
Il film è girato in varie parti d'Italia, in particolare a Gubbio e in Puglia: in questa regione si notano Lucera (la torre), Trani (la cattedrale), Polignano a Mare, Ostuni, Rutigliano (il Borgo Antico) e alcune località del Salento.
La diga visibile nel film è quella di Gola del Furlo, in Provincia di Pesaro e Urbino.
Alcune riprese sono state effettuate a Margherita di Savoia (Saline).
La vettura usata da Federico e Dario durante tutto il film è una Mercedes W110 200D.

## Riconoscimenti
- David di Donatello 1990
  - Miglior produttore - Gianni Minervini, Mario Cecchi Gori, Vittorio Cecchi Gori
- Grolla d'oro 1990
  - Miglior attore - Diego Abatantuono, Fabrizio Bentivoglio